# Qin Qiang
Qin Qiang (chiń. 秦强; ur. 18 kwietnia 1983 w Binzhou) – chiński lekkoatleta specjalizujący się w rzucie oszczepem.
Szósty zawodnik mistrzostw świata juniorów w Kingston (2002). Dwukrotny uczestnik mistrzostw świata - Osaka 2007 oraz Berlin 2009 (w obu przypadkach odpadł w eliminacjach). Brązowy medalista mistrzostw Azji (2009), w tym samym roku sięgnął po złoty medal igrzysk Azji Wschodniej). Był czwartym zawodnikiem na igrzyskach azjatyckich w 2010. Olimpijczyk z Londynu (2012) – odpadł w eliminacjach z wynikiem 72,29.
Rekord życiowy: 81,48 (27 maja 2009, Kunshan).